# Sambongrejo (Sumberejo)
Sambongrejo is een bestuurslaag in het regentschap Bojonegoro van de provincie Oost-Java, Indonesië. Sambongrejo telt 2937 inwoners (volkstelling 2010).